# Viện Hàn lâm Giáo hoàng về Khoa học
Viện Hàn lâm Giáo hoàng về Khoa học (tiếng Ý: Pontificia accademia delle scienze, tiếng Latin: Pontificia Academia Scientiarum) là viện hàn lâm khoa học của Tòa Thánh Vatican, được giáo hoàng Piô XI thành lập năm 1936. Viện được đặt dưới sự bảo trợ của giáo hoàng.
Mục đích của Viện là thúc đẩy sự tiến bộ của các ngành khoa học tự nhiên, Toán học và Vật lý học cùng nghiên cứu những vấn đề liên quan tới nhận thức luận. Viện Hàn lâm Giáo hoàng về Khoa học là một trong những Viện Hàn lâm Giáo hoàng tại Vatican ở Rome, có trụ sở tại Casina Pio IV nằm trong lòng Vườn thành Vatican. Viện này được thành lập như một tổ chức kế nhiệm của "Viện Hàn lâm Pontificia dei Nuovi Lincei" (tiếng Anh: "Pontifical Academy of the New Lynxes") được thành lập vào năm 1847, kế thừa từ "Viện Hàn lâm Accademia dei Lincei" thành lập ở Rome năm 1603 bởi Hoàng tử học giả người Rome, Federico Cesi (1585 – 1630).
Viện có những viện sĩ rất nổi tiếng trong khoa học thế kỷ 20, trong đó có những người từng đoạt giải Nobel chẳng hạn như Ernest Rutherford, Max Planck, Niels Bohr, Otto Hahn và Charles Hard Townes.

## Lịch sử
Viện có nguồn gốc từ "Accademia Pontificia dei Nuovi Lincei" (Viện hàn lâm Linh miêu mới của giáo hoàng), thành lập năm 1847 với mục đích như một cơ quan giám sát chặt chẽ kế thừa Accademia dei Lincei (Viện hàn lâm Linh miêu) được thiết lập ở Roma năm 1603, bởi Federico Cesi (1585–1630), hoàng thân La Mã thông thái, một nhà thực vật học và nhà khoa học tự nhiên trẻ.
Hoàng thân Cesi muốn các viện sĩ của "Accademia dei Lincei" tạo ra phương pháp nghiên cứu dựa trên việc quan sát, thí nghiệm và phương pháp quy nạp. Do đó ông gọi Viện hàn lâm này là "dei Lincei" (linh miêu, mèo rừng) vì những nhà khoa học được gia nhập viện phải có đôi mắt sắc sảo như linh miêu (lincei) để nhìn thấu suốt các bí mật của thiên nhiên, quan sát chúng cả ở mức vĩ mô và vi mô. Người lãnh đạo đầu tiên của viện là nhà khoa học nổi tiếng Galileo Galilei.
Sau khi người sáng lập qua đời thì Viện bị giải thể. Tới năm 1847 thì giáo hoàng Piô IX tái lập Viện này, và đặt tên là "Accademia Pontificia dei Nuovi Lincei (Viện hàn lâm Linh miêu mới của giáo hoàng). Năm 1936 giáo hoàng Piô XI tái lập viện và đặt tên lại như hiện nay. Năm 1976 giáo hoàng Phaolô VI và năm 1986 Giáo hoàng Gioan Phaolô II đều đã cập nhật hóa quy chế của viện.
Từ năm 1936, Viện hàn lâm Giáo hoàng về Khoa học đảm nhiệm việc nghiên cứu các đề tài khoa học cụ thể thuộc các ngành cá biệt và thúc đẩy việc hợp tác liên ngành. Số lượng viện sĩ của Viện đã tăng dần lên và tăng tính chất quốc tế của viện. Viện hàn lâm này là vịện độc lập của Tòa Thánh, có toàn quyền tự do trong nghiên cứu. Quy chế năm 1976 quy định: 

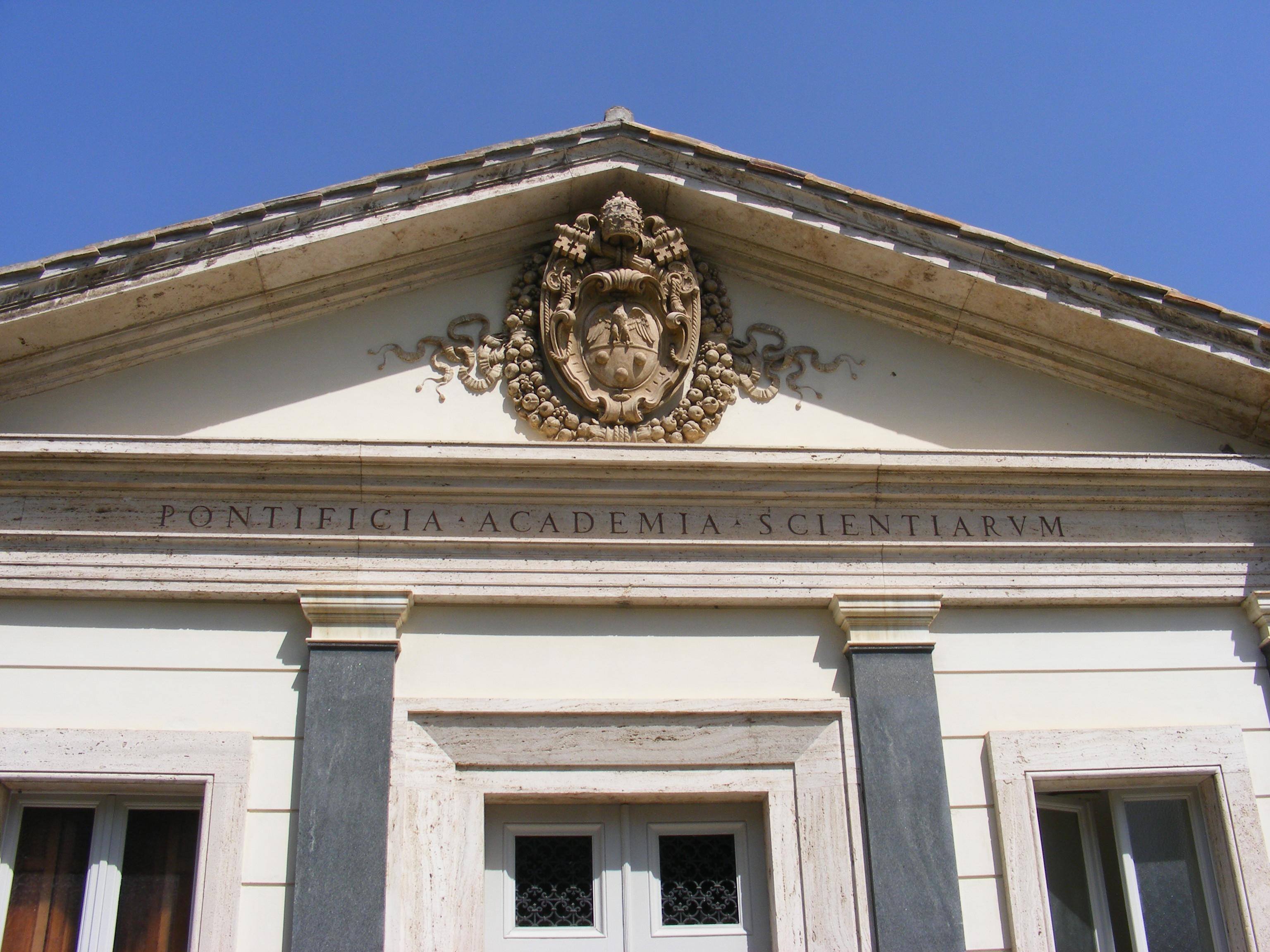
Lối vào Viện hàn lâm giáo hoàng về Khoa học.

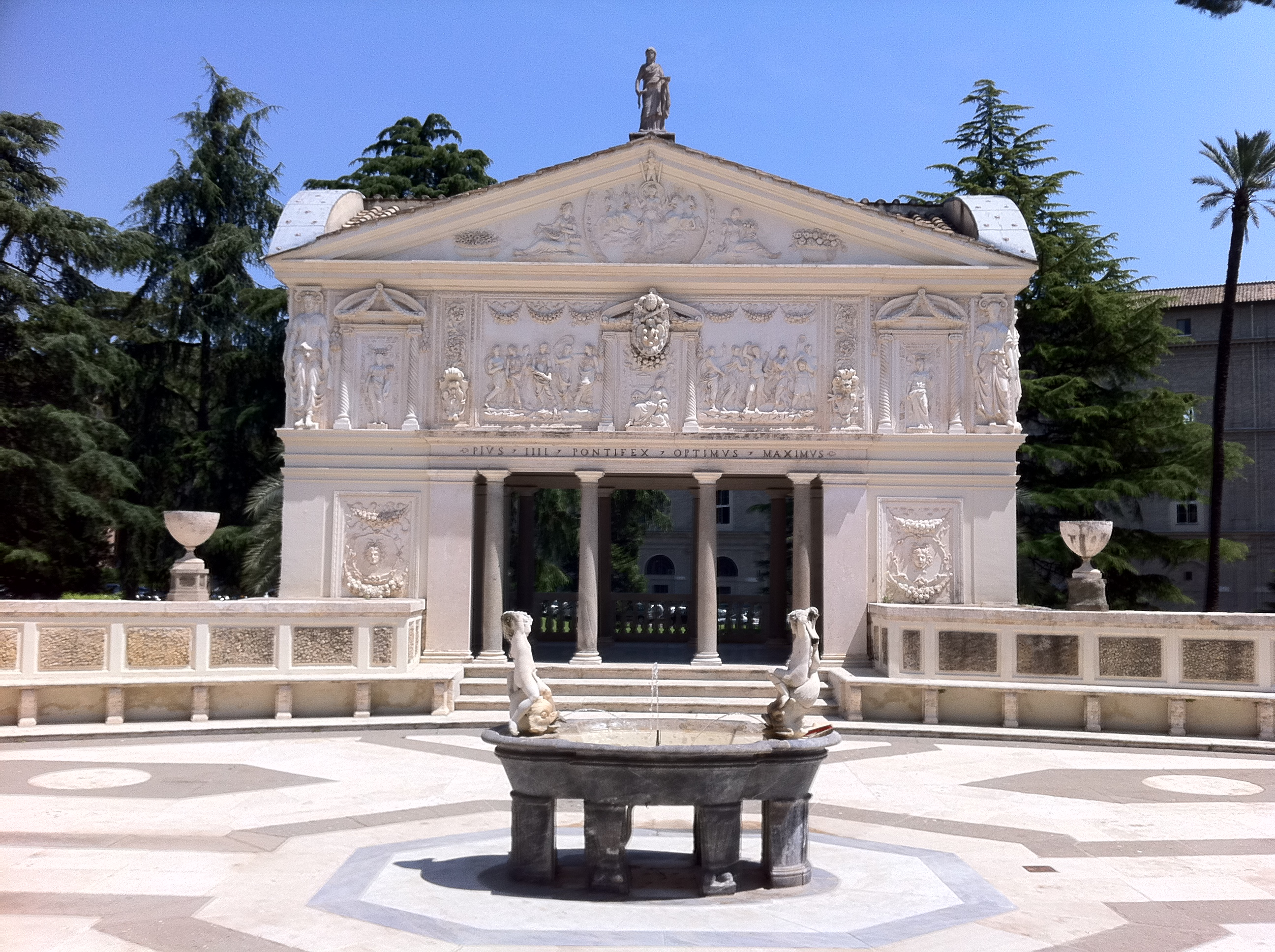
Sân trước trụ sở Viện hàn lâm Khoa học giáo hoàng

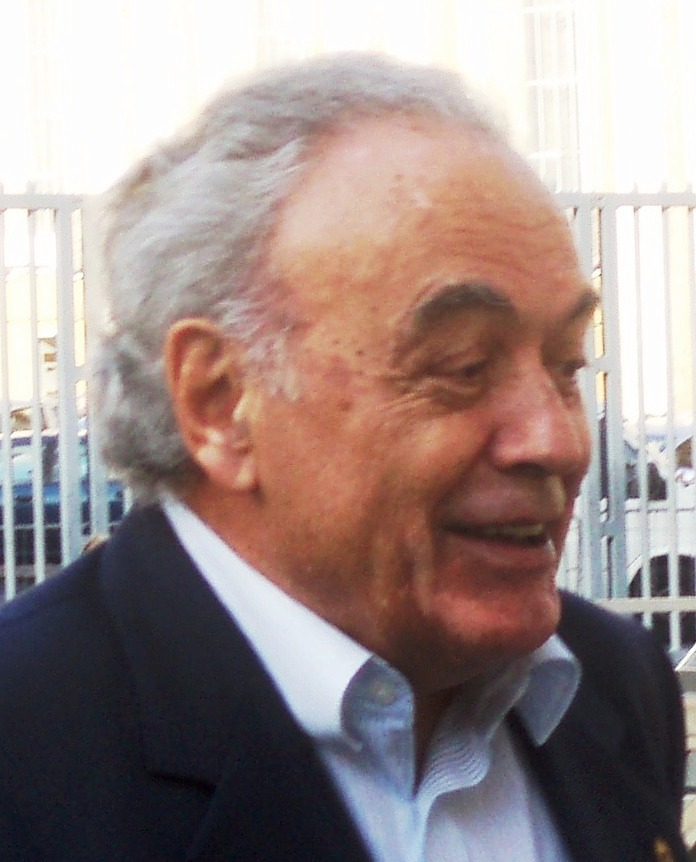
Werner Arber chủ tịch Viện hàn lâm Khoa học giáo hoàng từ năm 2011

Viện hàn lâm giáo hoàng về Khoa học có mục đích thúc đẩy sự tiến bộ của Khoa học tự nhiên, Toán học, Vật lý học, và việc nghiên cứu liên quan tới các vấn đề nhận thức luận.

## Tổ chức
Do Viện và các viện sĩ không chịu ảnh hưởng bởi những yếu tố quốc gia, chính trị hoặc tôn giáo, nên Viện nghiên cứu tìm tòi đưa ra nguồn thông tin khoa học khách quan có giá trị cho Tòa Thánh và cho cộng đồng khoa học quốc tế. Ngày nay Viện hàn lâm Khoa học Giáo hoàng đảm nhiệm nghiên cứu các lãnh vực chính: 
- Khoa học cơ bản
- Khoa học và Công nghệ về các vấn đề toàn cầu
- Khoa học có lợi cho các vấn đề của Thế giới thứ ba
- Đạo đức và Chính trị của Khoa học
- Đạo đức Sinh học (bioethics)
- Nhận thức luận

Các ngành có liên quan chia thành 9 lĩnh vực: 
- Vật lý học và các ngành liên quan
- Thiên văn học
- Hóa học
- Khoa học Trái Đất và Khoa học môi trường
- Khoa học đời sống
  - Thực vật học
  - Nông học
  - Động vật học
  - Di truyền học
  - Sinh học phân tử
  - Hóa sinh học
  - Khoa học thần kinh
  - Phẫu thuật
- Toán học
- Khoa học ứng dụng
- Triết học và lịch sử khoa học.

## Trụ sở
Trụ sở của Viện hàn lâm Giáo hoàng về Khoa học nằm ở Casina Pio IV (biệt thự Giáo hoàng Piô IV) ngay giữa Vatican Gardens (Khu vườn hoa Vatican).

## Ban điều hành
Việc điều hành Viện do Chủ tịch đảm nhiệm với sự trợ giúp của một chancellor và Hội đồng khoa học. Chủ tịch viện được chọn trong số các viện sĩ và được Giáo hoàng bổ nhiệm. 
Chủ tịch Viện hàn lâm Giáo hoàng về Khoa học hiện nay là Werner Arber, một nhà khoa học đã đoạt giải Nobel, và là một tín đồ đạo Tin Lành đầu tiên giữ chức chủ tịch Viện này.

## Các viện sĩ hiện nay
Các viện sĩ mới không phân biệt giới tính, chủng tộc, tôn giáo được Giáo hoàng bổ nhiệm, căn cứ trên việc bầu chọn của đoàn viện sĩ, dựa trên giá trị khoa học cao trong hoạt động và đạo đức của họ.
- Werner Arber (1981-)
- David Baltimore (1978-)
- Antonio M. Battro (2002-)
- Gary Becker (1997-)
- Daniel Adjei-Bekoe (1983-)
- Paul Berg (1996-)
- Enrico Berti (2001-)
- Günter Blobel (2001-)
- Thierry Boon-Falleur (2002-)
- Luís Caffarelli (1994-)
- Luigi Luca Cavalli-Sforza (1994-)
- Aaron Ciechanover (2007-)
- Claude Cohen-Tannoudji (1999-)
- Francis S. Collins (2009-)
- Bernardo M. Colombo (1992-)
- Suzanne Cory (2004-)
- Paul J. Crutzen (1996-)
- Stanislas Dehaene (2008-)
- Edward M. De Robertis (2009-)
- Christian de Duve (1970-)
- Manfred Eigen (1981-)
- Gerhard Ertl (2010-)
- Albert Eschenmoser (1986-)
- Antonio García-Bellido (2003-)
- Takashi Gojobori (2007-)
- Theodor W. Hänsch (2006-)
- Stephen Hawking (1986-)
- Michał Heller (1990-)
- Raymond Hide (1996-)
- Fotis Kafatos (2003-)
- Kr. Kasturirangan (2006-)
- Vladimir Keilis-Borok (2004-)
- Klaus von Klitzing (2007-)
- Nicole Marthe Le Douarin (1999-)
- Tsung-Dao Lee (2003-)
- Yuan Tseh Lee (2007-)
- Jean-Marie Lehn (1996-)
- Pierre Léna (2001-)
- Rita Levi-Montalcini (1974-)
- Félix Malu wa Kalenga (1983-)
- Yuri Ivanovich Manin (1996-)
- Govind Menon (1981-)
- Beatrice Mintz (1986-)
- Jürgen Mittelstrass (2002-)
- Mario J. Molina (2000-)
- Rudolf Muradyan (1994-)
- Joseph Murray (1996-)
- Miguel Nicolelis (2011-)
- Sergej Novikov (1996-)
- Ryōji Noyori (2002-)
- Czeslaw Olech (1986-)
- William D. Phillips (2004-)
- John Charles Polanyi (1986-)
- Ingo Potrykus (2005-)
- Frank Press (1999-)
- Yves Quéré (2003-)
- V. Ramanathan (2004-)
- Chintamani Rao (1990-)
- Peter H. Raven (1990-)
- Martin J. Rees (1990-)
- Alexander Rich (1978-)
- Ignacio Rodríguez-Iturbe (2007-)
- Carlo Rubbia (1985-)
- Vera Rubin (1996-)
- Roald Sagdeev (1990-)
- Michael Sela (1975-)
- Maxine Singer (1986-)
- Wolf Singer (1992-)
- Govind Swarup (2008-)
- Andrzej Szczeklik (1994-)
- Walter Thirring (1986-)
- Charles Hard Townes (1983-)
- Hans Tuppy (1970-)
- Rafael Vicuña (2000-)
- Edward Witten (2006-)
- Chen Ning Yang (1997-)
- Ahmed Zewail (1999-)
- Antonino Zichichi (2000-)

## Các viện sĩ danh dự
- Jean-Michel Maldamé, tu sĩ dòng Đa Minh (1997-)

## Các viện sĩperdurante munere
Ghi chú: perdurante munere (tạm dịch: đang tại chức) là những viện sĩ ex officio (mặc nhiên), nghĩa là họ trở thành viện sĩ khi đảm nhiệm chức vụ riêng của họ.
- Chancellor của Viện hàn lâm: Marcelo Sánchez Sorondo (1998-)
- Giám đốc Đài Thiên văn Vatican: José Funes, tu sĩ dòng Tên (2006-)
- Giám đốc Thư viện Vatican: Cesare Pasini (2007-)
- Giám đốc Văn khố Mật Vatican: Sergio Pagano, dòng thánh Barnabê (1997-)

## Các viện sĩ đoạt giải Nobel
Trong quá trình hoạt động của mình, có nhiều người đoạt giải Nobel là viện sĩ của Viện; nhiều người trong số này đã là viện sĩ của Viện trước khi đoạt giải Nobel: 
- Ernest Rutherford (Giải Nobel Hóa học 1908)
- Guglielmo Marconi (Giải Nobel Vật lý 1909)
- Alexis Carrel (Giải Nobel Sinh lý học và Y khoa 1912)
- Max von Laue (Giải Nobel Vật lý 1914)
- Max Planck (Giải Nobel Vật lý 1918)
- Niels Bohr (Giải Nobel Vật lý 1922)
- Werner Heisenberg (Giải Nobel Vật lý 1932)
- Paul Dirac (Giải Nobel Vật lý 1933)
- Erwin Schrödinger (Giải Nobel Vật lý 1933)
- Peter J.W. Debye (Giải Nobel Hóa học 1936)
- Otto Hahn (Giải Nobel Hóa học 1944)
- Alexander Fleming (Giải Nobel Sinh lý học và Y khoa 1945)
- Chen Ning Yang và Tsung-Dao Lee (Giải Nobel Vật lý 1957)
- Joshua Lederberg (Giải Nobel Sinh lý học và Y khoa 1958)
- Rudolf Mössbauer (Giải Nobel Vật lý 1961)
- Max F. Perutz (Giải Nobel Hóa học 1962)
- John Carew Eccles (Giải Nobel Sinh lý học và Y khoa 1963)
- Charles H. Townes (Giải Nobel Vật lý 1964)
- Manfred Eigen và George Porter (Giải Nobel Hóa học 1967)
- Har Gobind Khorana và Marshall W. Nirenberg (Giải Nobel Sinh lý học và Y khoa 1968)
- Christian de Duve (Giải Nobel Sinh lý học và Y khoa 1974)
- George Emil Palade (Giải Nobel Sinh lý học và Y khoa 1974)
- David Baltimore (Giải Nobel Sinh lý học và Y khoa 1975)
- Aage Niels Bohr (Giải Nobel Vật lý 1975)
- Abdus Salam (Giải Nobel Vật lý 1979)
- Paul Berg (Giải Nobel Hóa học 1980)
- Kai Siegbahn (Giải Nobel Vật lý 1981)
- Sune Bergström (Giải Nobel Sinh lý học và Y khoa 1982)
- Carlo Rubbia (Giải Nobel Vật lý 1984)
- Klaus von Klitzing (Giải Nobel Vật lý 1985)
- Rita Levi-Montalcini (Giải Nobel Sinh lý học và Y khoa 1986)
- John C. Polanyi Giải Nobel Hóa học 1986)
- Yuan Tseh Lee (Giải Nobel Hóa học 1986)
- Jean-Marie Lehn (Giải Nobel Hóa học 1987)
- Joseph E. Murray (Giải Nobel Sinh lý học và Y khoa 1990)
- Gary S. Becker (giải Nobel Kinh tế 1992)
- Paul J. Crutzen và Mario J. Molina (Giải Nobel Hóa học 1995)
- Claude Cohen-Tannoudji (Giải Nobel Vật lý 1997)
- Ahmed H. Zewail (Giải Nobel Hóa học 1999)
- Günter Blobel (Giải Nobel Sinh lý học và Y khoa 1999)
- Ryoji Noyori (Giải Nobel Hóa học 2001)
- Aaron Ciechanover (Giải Nobel Hóa học 2004)
- Gerhard Ertl (Giải Nobel Hóa học 2007)

Các viện sĩ nổi tiếng khác có linh mục Agostino Gemelli (1878–1959), người sáng lập Đại học Thánh tâm (Công giáo) và là chủ tịch Viện hàn lâm Giáo hoàng về Khoa học sau khi viện được tái lập cho tới năm 1959, và đức ông Georges Lemaitre (1894–1966), một trong số cha đẻ của khoa vũ trụ học (cosmology) hiện đại, cũng làm chủ tịch Viện này từ năm 1960 tới 1966, và nhà khoa học thần kinh người Brasil Carlos Chagas Filho.